# Бралгина
Бралгина — деревня в Каргапольском районе Курганской области России. Входит в состав Чашинского сельсовета.

## География
Деревня находится на северо-западе Курганской области, в пределах юго-западной части Западно-Сибирской равнины, в лесостепной зоне, на южном берегу озера Белоусова, на расстоянии примерно 36 километров (по прямой) к северо-востоку от Каргаполья, административного центра района. Абсолютная высота — 135 метров над уровнем моря.
Образована около 1775 года государственными крестьянами Бралдиным Василием Деонисовичем (1697 г.р.) и его сыном Гаврилой Васильевичем (до 1736 гр.), переселившимися из деревни Духовка (20 км на ю-з. от с. Исетское). У Гаврилы Васильевича и его жены Натальи Никоновны (1731 г.р.) было не менее 6 детей. По невыясненной причине деревня была записана, как Бралгина, и уже внук Гаврилы Васильевича - Григорий Михайлович (1813 - 1856) стал носить фамилию Бралгин, а не Бралдин. Предок Бралгиных - Пашко Петров сын БРАЛДИН сказал: "Родился де он в Галицком уезде Верховские волости в деревне Яковлеве. А за кем жил, того он не упомнит потому что от отца остался мал. В Сибирь пришол и живет в Ысецком остроге со 183-го году. (1674)" [из Писцовой книги г. Тобольска Льва Поскочина, 1683].
Климат
Климат характеризуется как резко континентальный, с холодной продолжительной малоснежной зимой и тёплым сухим летом. Среднегодовая температура — 1 °C. Средняя температура воздуха самого холодного месяца (января) составляет −17,4 °C (абсолютный минимум — −46 °С); самого тёплого месяца (июля) — 18,4 °C (абсолютный максимум — 39 °С). Безморозный период длится 120 дней. Годовое количество атмосферных осадков — 382 мм, из которых 287 мм выпадает в период с апреля по октябрь. Продолжительность периода с устойчивым снежным покровом равна 161 дню.
Часовой пояс
Деревня Бралгина, как и вся Курганская область, находится в часовой зоне МСК+2. Смещение применяемого времени относительно UTC составляет +5:00.

## Население
| 1989 | 2002 | 2010 |
| ---- | ---- | ---- |
| 215  | ↘186 | ↘148 |

Гендерный состав
По данным Всероссийской переписи населения 2010 года в гендерной структуре населения мужчины составляли 51,4 %, женщины — соответственно 48,6 %.
Национальный состав
Согласно результатам Всероссийской переписи населения 2002 года, в национальной структуре населения русские составляли 99 %.